# Chuck Lefley
Charles Thomas „Chuck“ Lefley (* 20. Januar 1950 in Winnipeg, Manitoba) ist ein ehemaliger kanadischer Eishockeyspieler. Der Center bestritt zwischen 1970 und 1980 über 400 Spiele für die Canadiens de Montréal und St. Louis Blues in der National Hockey League. Mit den Canadiens, die ihn im NHL Amateur Draft 1970 an sechster Position ausgewählt hatten, gewann er in den Playoffs 1971 und 1973 den Stanley Cup.

## Karriere
Chuck Lefley lief in seiner Jugend für die Winnipeg Rangers aus seiner Heimatstadt in der Manitoba Junior Hockey League auf. Ab 1967 verbrachte er drei Jahre im Trikot der kanadischen Nationalmannschaft, mit der er im Alter von 19 Jahren an der Weltmeisterschaft 1969 teilnahm und dort mit dem Team den vierten Platz belegte. Nachdem er schließlich spät in der Saison 1969/70 ins Junioren-Eishockey zurückgekehrt war und dabei sieben Partien für die Brandon Wheat Kings in der Western Canada Hockey League absolviert hatte, wurde der Angreifer im NHL Amateur Draft 1970 an sechster Position von den Canadiens de Montréal ausgewählt.
In der folgenden Spielzeit 1970/71 gewann Lefley mit den Canadiens prompt seinen ersten Stanley Cup, obwohl er nur jeweils ein Spiel in regulärer Saison und Playoffs absolviert hatte. Den Großteil der Zeit verbrachte er, ebenso wie im Folgejahr, beim Farmteam der Canadiens, den Voyageurs de Montréal bzw. den Nova Scotia Voyageurs aus der American Hockey League (AHL). Dort wiederum gelang den Voyageurs in der Spielzeit 1971/72 der Gewinn der AHL-Playoffs um den Calder Cup. Schließlich etablierte sich der Kanadier in Montréals NHL-Aufgebot und errang mit der Mannschaft am Ende seiner ersten kompletten Saison in der höchsten Liga Nordamerikas seinen zweiten Stanley Cup. Wenig später wurde er im November 1974 im Tausch für Don Awrey an die St. Louis Blues abgegeben.
In St. Louis erzielte Lefley in der Saison 1975/76 mit 85 Scorerpunkten aus 75 Spielen seinen Karriere-Bestwert. Nach der Spielzeit 1976/77 verkündete er allerdings überraschend, die Freude am Profisport verloren zu haben, sodass er seine Karriere beendete und sich einer Farm in seiner Heimat Manitoba zuwandte. Im November 1977 jedoch wechselte der Kanadier nach Europa und verbrachte hier je ein Jahr bei den Jokerit in der finnischen SM-liiga sowie bei der Düsseldorfer EG in der deutschen Bundesliga. 1979 kehrte der Center zu den Blues zurück, zog sich in der Vorbereitung auf die Saison 1979/80 jedoch eine Schulterverletzung zu, aufgrund derer er einen Großteil des Spieljahres verpasste. Schließlich beendete er nach zwei weiteren Einsätzen zu Beginn der Spielzeit 1980/81 seine Laufbahn endgültig. Insgesamt hatte Lefley 436 NHL-Spiele bestritten und dabei 305 Scorerpunkte verzeichnet.

## Erfolge und Auszeichnungen
- 1971 Stanley-Cup-Gewinn mit den Canadiens de Montréal
- 1972 Calder-Cup-Gewinn mit den Nova Scotia Voyageurs
- 1973 Stanley-Cup-Gewinn mit den Canadiens de Montréal

## Karrierestatistik

### International
Vertrat Kanada bei:
- Weltmeisterschaft 1969

(Legende zur Spielerstatistik: Sp oder GP = absolvierte Spiele; T oder G = erzielte Tore; V oder A = erzielte Assists; Pkt oder Pts = erzielte Scorerpunkte; SM oder PIM = erhaltene Strafminuten; +/− = Plus/Minus-Bilanz; PP = erzielte Überzahltore; SH = erzielte Unterzahltore; GW = erzielte Siegtore; 1 Play-downs/Relegation; Kursiv: Statistik nicht vollständig)

## Persönliches
Sein älterer Bruder Bryan Lefley (1948–1997) spielte ebenfalls in der NHL und war nach seiner aktiven Karriere unter anderem als italienischer Nationaltrainer tätig.